# Lijst van onroerend erfgoed in Bekkevoort
Een overzicht van het onroerend erfgoed in de gemeente Bekkevoort. Het onroerend erfgoed maakt deel uit van het cultureel erfgoed in België.
| Object                                        | Erfgoedstatus?            | Bouwjaar of architect | Deelgemeente       | Adres               | Coördinaten                   | Nummer? | Afbeelding                               |
| --------------------------------------------- | ------------------------- | --------------------- | ------------------ | ------------------- | ----------------------------- | ------- | ---------------------------------------- |
| Parochiekerk Sint-Pieter                      |                           |                       | Bekkevoort         | Staatsbaan          | 50° 56' 38" NB, 4° 58' 26" OL | 41483   | Parochiekerk Sint-Pieter                 |
| Commanderij der Ridders van de Teutoonse Orde |                           |                       | Bekkevoort         | Steenberg 14        |                               | 41484   | Upload foto                              |
| Parochiekerk Onze-Lieve-Vrouw                 | orgel (monument)          |                       | Assent             | Dorpsstraat 14      | 50° 57' 7" NB, 5° 0' 52" OL   | 41485   | Parochiekerk Onze-Lieve-Vrouw            |
| Pastorie van de Onze-Lieve-Vrouwparochie      |                           |                       | Assent             | Pastorijstraat 1    | 50° 57' 4" NB, 5° 0' 40" OL   | 41492   | Pastorie van de Onze-Lieve-Vrouwparochie |
| Parochiekerk Sint-Laurentius                  | Monument                  |                       | Molenbeek-Wersbeek | Kerkstraat          | 50° 55' 11" NB, 4° 56' 31" OL | 41494   | Parochiekerk Sint-Laurentius             |
| Pastorie van de Sint-Laurentiusparochie       |                           |                       | Molenbeek-Wersbeek | Halensebaan 76      | 50° 55' 9" NB, 4° 56' 31" OL  | 41495   | Pastorie van de Sint-Laurentiusparochie  |
| Parochiekerk Sint-Quirinus                    | Monument orgel (monument) |                       | Molenbeek-Wersbeek | Processiestraat     | 50° 55' 25" NB, 4° 58' 3" OL  | 41497   | Parochiekerk Sint-Quirinus               |
| Panishoeve of Flierbeekhof                    | Monument                  |                       | Molenbeek-Wersbeek | Oude Tiensebaan 100 | 50° 55' 15" NB, 4° 57' 18" OL | 41498   | Panishoeve of Flierbeekhof               |
| Tiendschuur van 1781                          |                           |                       | Molenbeek-Wersbeek | Processiestraat 12  | 50° 55' 25" NB, 4° 58' 1" OL  | 41500   | Tiendschuur van 1781                     |
| Neoclassicistische hoeve                      | Monument                  |                       | Assent             | Prinsenbos 3        |                               | 200135  | Neoclassicistische hoeve                 |